# Ange Jean Baptiste
Ange Mercie Jean Baptiste (ur. 24 września 1984) – haitańska judoczka. Olimpijka z Pekinu 2008, gdzie zajęła dziewiętnaste miejsce w wadze półciężkiej.
Uczestniczka mistrzostw świata w 2005, 2007, 2009, 2010 i 2011. Startowała w Pucharze Świata w 2011. Wicemistrzyni igrzysk Ameryki Środkowej i Karaibów w 2006 i 2010. Piąta na mistrzostwach panamerykańskich w 2005, 2007 i 2008. Wygrała mistrzostwa Karaibów w 2008 i 2011 roku.

## Letnie Igrzyska Olimpijskie 2008
| Konkurencja | Eliminacje                  | Klas. końcowa |
| Konkurencja | Przeciwnik I                | Miejsce       |
| ----------- | --------------------------- | ------------- |
| 57 kg       | Yurisleidys Lupetey (CUB) P | 19.           |